# Championnats d'Europe de patinage artistique 2018
Navigation
Édition précédente Édition suivante
Les championnats d'Europe de patinage artistique 2018 ont lieu du 15 au 21 janvier 2018 au Megasport Arena à Moscou en Russie. C'est la seconde fois que la capitale russe accueille les championnats européens après l'édition de 1965.

## Qualifications
Les patineurs sont éligibles à l'épreuve s'ils représentent une nation européenne membre de l'Union internationale de patinage (International Skating Union en anglais) et s'ils ont atteint l'âge de 15 ans avant le 1er juillet 2017 dans leur pays de naissance. La compétition correspondante pour les patineurs non européens est le championnat des Quatre Continents 2018. Les fédérations nationales sélectionnent leurs patineurs en fonction de leurs propres critères, mais l'Union internationale de patinage exige un score minimum d'éléments techniques (Technical Elements Score en anglais) lors d'une compétition internationale avant les championnats d'Europe.

### Score minimum d'éléments techniques
L'Union internationale de patinage stipule que les notes minimales doivent être obtenues lors d'une compétition internationale senior reconnue par elle-même au cours de la saison en cours ou précédente, au plus tard 21 jours avant le premier jour d'entraînement officiel.
| Score minimum d'éléments techniques                                                         | Score minimum d'éléments techniques | Score minimum d'éléments techniques |
| Discipline                                                                                  | Programme court                     | Programme libre                     |
| Messieurs                                                                                   | 25.00                               | 45.00                               |
| Dames                                                                                       | 20.00                               | 36.00                               |
| Couples                                                                                     | 20.00                               | 36.00                               |
| Danse sur glace                                                                             | 19.00                               | 29.00                               |
| ------------------------------------------------------------------------------------------- | ----------------------------------- | ----------------------------------- |
| Les scores des programmes courts et libres peuvent être obtenus à différentes compétitions. |                                     |                                     |

### Nombre d'inscriptions par discipline
Sur la base des résultats des championnats d'Europe 2017, l'Union internationale de patinage autorise chaque pays à avoir de une à trois inscriptions par discipline.
| Nombre d'inscriptions                                             | Messieurs                                                          | Dames                                                      | Couples                                               | Danse sur glace                 |
| ----------------------------------------------------------------- | ------------------------------------------------------------------ | ---------------------------------------------------------- | ----------------------------------------------------- | ------------------------------- |
| 3                                                                 | Russie                                                             | Italie Russie                                              | Russie                                                | France Italie Russie            |
| 2                                                                 | Belgique Tchéquie France Géorgie Allemagne Israël Lettonie Espagne | Belgique Finlande France Allemagne Hongrie Slovaquie Suède | Autriche Biélorussie Tchéquie France Allemagne Italie | Danemark Israël Pologne Ukraine |
| Si non répertorié ci-dessus, une seule inscription est autorisée. |                                                                    |                                                            |                                                       |                                 |

## Podiums
| Épreuves                            | Or                                      | Argent                              | Bronze                              |
| ----------------------------------- | --------------------------------------- | ----------------------------------- | ----------------------------------- |
| Messieurs résultats détaillés       | Javier Fernández                        | Dmitri Aliev                        | Mikhail Kolyada                     |
| Dames résultats détaillés           | Alina Zagitova                          | Ievguenia Medvedeva                 | Carolina Kostner                    |
| Couples résultats détaillés         | Evgenia Tarasova / Vladimir Morozov     | Ksenia Stolbova / Fedor Klimov      | Natalia Zabiiako / Aleksandr Enbert |
| Danse sur glace résultats détaillés | Gabriella Papadakis / Guillaume Cizeron | Ekaterina Bobrova / Dmitri Soloviev | Aleksandra Stepanova / Ivan Bukin   |

## Tableau des médailles
| Rang  | Nation  | Or | Argent | Bronze | Total |
| ----- | ------- | -- | ------ | ------ | ----- |
| 1     | Russie  | 2  | 4      | 3      | 9     |
| 2     | Espagne | 1  | 0      | 0      | 1     |
| 2     | France  | 1  | 0      | 0      | 1     |
| 4     | Italie  | 0  | 0      | 1      | 1     |
| Total | Total   | 4  | 4      | 4      | 12    |

## Détails des compétitions

### Messieurs
| Rang                                        | Nom                   | Pays        | Points | Programme court | Programme court | Programme libre | Programme libre |
| ------------------------------------------- | --------------------- | ----------- | ------ | --------------- | --------------- | --------------- | --------------- |
| 1                                           | Javier Fernández      | Espagne     | 295.55 | 1               | 103.82          | 1               | 191.73          |
| 2                                           | Dmitri Aliev          | Russie      | 274.06 | 2               | 91.33           | 2               | 182.73          |
| 3                                           | Mikhail Kolyada       | Russie      | 258.90 | 4               | 83.41           | 3               | 175.49          |
| 4                                           | Deniss Vasiļjevs      | Lettonie    | 243.52 | 3               | 85.11           | 5               | 158.41          |
| 5                                           | Alexei Bychenko       | Israël      | 238.44 | 8               | 74.97           | 4               | 163.47          |
| 6                                           | Aleksandr Samarin     | Russie      | 229.81 | 9               | 74.25           | 6               | 155.56          |
| 7                                           | Alexander Majorov     | Suède       | 225.86 | 12              | 71.28           | 7               | 154.58          |
| 8                                           | Michal Březina        | Tchéquie    | 225.20 | 10              | 72.72           | 8               | 152.48          |
| 9                                           | Matteo Rizzo          | Italie      | 219.43 | 6               | 78.26           | 9               | 141.17          |
| 10                                          | Jorik Hendrickx       | Belgique    | 218.17 | 5               | 78.56           | 12              | 139.61          |
| 11                                          | Chafik Besseghier     | France      | 211.17 | 13              | 70.35           | 10              | 140.82          |
| 12                                          | Moris Kvitelashvili   | Géorgie     | 210.47 | 7               | 76.74           | 14              | 133.73          |
| 13                                          | Phillip Harris        | Royaume-Uni | 208.22 | 15              | 67.77           | 11              | 140.45          |
| 14                                          | Romain Ponsart        | France      | 200.72 | 20              | 61.45           | 13              | 139.27          |
| 15                                          | Slavik Hayrapetyan    | Arménie     | 196.63 | 14              | 69.49           | 16              | 127.14          |
| 16                                          | Paul Fentz            | Allemagne   | 194.97 | 11              | 72.54           | 17              | 122.43          |
| 17                                          | Irakli Maysuradze     | Géorgie     | 191.22 | 18              | 63.69           | 15              | 127.53          |
| 18                                          | Stéphane Walker       | Suisse      | 185.41 | 16              | 65.96           | 20              | 119.45          |
| 19                                          | Valtter Virtanen      | Finlande    | 181.77 | 24              | 60.23           | 18              | 121.54          |
| 20                                          | Felipe Montoya        | Espagne     | 181.72 | 22              | 61.23           | 19              | 120.49          |
| 21                                          | Daniel Albert Naurits | Estonie     | 176.10 | 23              | 60.76           | 21              | 115.34          |
| 22                                          | Sondre Oddvoll Bøe    | Norvège     | 170.64 | 19              | 61.85           | 22              | 108.79          |
| 23                                          | Burak Demirboga       | Turquie     | 167.22 | 21              | 61.27           | 23              | 105.95          |
| 24                                          | Ihor Reznichenko      | Pologne     | 165.65 | 17              | 63.96           | 24              | 101.69          |
| Patineurs éliminés après le programme court |                       |             |        |                 |                 |                 |                 |
| 25                                          | Yaroslav Paniot       | Ukraine     |        | 25              | 60.07           | NC              | NC              |
| 26                                          | Daniel Samohin        | Israël      |        | 26              | 59.18           | NC              | NC              |
| 27                                          | Nicholas Vrdoljak     | Croatie     |        | 27              | 58.30           | NC              | NC              |
| 28                                          | Jiří Bělohradský      | Tchéquie    |        | 28              | 58.30           | NC              | NC              |
| 29                                          | Michael Neuman        | Slovaquie   |        | 29              | 57.44           | NC              | NC              |
| 30                                          | Thomas Kennes         | Pays-Bas    |        | 30              | 54.65           | NC              | NC              |
| 31                                          | Davide Lewton-Brain   | Monaco      |        | 31              | 54.64           | NC              | NC              |
| 32                                          | Larry Loupolover      | Azerbaïdjan |        | 32              | 52.44           | NC              | NC              |
| 33                                          | Alexander Maszljanko  | Hongrie     |        | 33              | 52.01           | NC              | NC              |
| 34                                          | Nicky Obreykov        | Bulgarie    |        | 34              | 50.24           | NC              | NC              |
| 35                                          | Yakau Zenko           | Biélorussie |        | 35              | 47.26           | NC              | NC              |
| 36                                          | Conor Stakelum        | Irlande     |        | 36              | 43.05           | NC              | NC              |
| Forfait                                     | Peter Liebers         | Allemagne   |        | NC              | NC              | NC              | NC              |

### Dames
| Rang                                          | Nom                      | Pays        | Points | Programme court | Programme court | Programme libre | Programme libre |
| --------------------------------------------- | ------------------------ | ----------- | ------ | --------------- | --------------- | --------------- | --------------- |
| 1                                             | Alina Zagitova           | Russie      | 238.24 | 1               | 80.27           | 1               | 157.97          |
| 2                                             | Ievguenia Medvedeva      | Russie      | 232.86 | 2               | 78.57           | 2               | 154.29          |
| 3                                             | Carolina Kostner         | Italie      | 204.25 | 3               | 78.30           | 4               | 125.95          |
| 4                                             | Maria Sotskova           | Russie      | 200.81 | 4               | 68.70           | 3               | 132.11          |
| 5                                             | Loena Hendrickx          | Belgique    | 176.91 | 8               | 55.13           | 5               | 121.78          |
| 6                                             | Nicole Rajičová          | Slovaquie   | 171.90 | 5               | 61.01           | 6               | 110.89          |
| 7                                             | Alexia Paganini          | Suisse      | 161.62 | 9               | 54.95           | 9               | 106.67          |
| 8                                             | Maé-Bérénice Méité       | France      | 159.70 | 10              | 54.14           | 10              | 105.56          |
| 9                                             | Emmi Peltonen            | Finlande    | 159.48 | 11              | 52.68           | 8               | 106.80          |
| 10                                            | Nicole Schott            | Allemagne   | 157.84 | 18              | 48.37           | 7               | 109.47          |
| 11                                            | Laurine Lecavelier       | France      | 154.11 | 7               | 55.36           | 12              | 98.75           |
| 12                                            | Eliška Březinová         | Tchéquie    | 149.69 | 12              | 52.06           | 14              | 97.63           |
| 13                                            | Ivett Tóth               | Hongrie     | 148.98 | 15              | 50.70           | 13              | 98.28           |
| 14                                            | Viveca Lindfors          | Finlande    | 147.89 | 14              | 51.62           | 17              | 96.27           |
| 15                                            | Micol Cristini           | Italie      | 147.80 | 19              | 48.22           | 11              | 99.58           |
| 16                                            | Lea Johanna Dastich      | Allemagne   | 146.82 | 16              | 49.89           | 15              | 96.93           |
| 17                                            | Anita Östlund            | Suède       | 145.14 | 6               | 56.04           | 20              | 89.10           |
| 18                                            | Anne Line Gjersem        | Norvège     | 142.68 | 17              | 48.70           | 18              | 93.98           |
| 19                                            | Giada Russo              | Italie      | 142.38 | 23              | 45.81           | 16              | 96.57           |
| 20                                            | Daša Grm                 | Slovénie    | 137.31 | 20              | 47.40           | 19              | 89.91           |
| 21                                            | Pernille Sørensen        | Danemark    | 133.94 | 24              | 45.76           | 21              | 88.18           |
| 22                                            | Elžbieta Kropa           | Lituanie    | 133.87 | 21              | 46.06           | 22              | 87.81           |
| 23                                            | Anna Khnychenkova        | Ukraine     | 132.70 | 13              | 51.84           | 23              | 80.86           |
| 24                                            | Silvia Hugec             | Slovaquie   | 123.45 | 22              | 45.98           | 24              | 77.47           |
| Patineuses éliminées après le programme court |                          |             |        |                 |                 |                 |                 |
| 25                                            | Kristina Škuleta-Gromova | Estonie     |        | 25              | 45.74           | NC              | NC              |
| 26                                            | Kyarha van Tiel          | Pays-Bas    |        | 26              | 45.28           | NC              | NC              |
| 27                                            | Natasha McKay            | Royaume-Uni |        | 27              | 45.12           | NC              | NC              |
| 28                                            | Fruzsina Medgyesi        | Hongrie     |        | 28              | 44.71           | NC              | NC              |
| 29                                            | Julia Sauter             | Roumanie    |        | 29              | 44.57           | NC              | NC              |
| 30                                            | Natalie Klotz            | Autriche    |        | 30              | 43.53           | NC              | NC              |
| 31                                            | Matilda Algotsson        | Suède       |        | 31              | 43.28           | NC              | NC              |
| 32                                            | Sıla Saygı               | Turquie     |        | 32              | 43.05           | NC              | NC              |
| 33                                            | Valentina Matos          | Espagne     |        | 33              | 39.66           | NC              | NC              |
| 34                                            | Elżbieta Gabryszak       | Pologne     |        | 34              | 38.00           | NC              | NC              |
| 35                                            | Kim Cheremsky            | Azerbaïdjan |        | 35              | 37.61           | NC              | NC              |
| 36                                            | Diāna Ņikitina           | Lettonie    |        | 36              | 36.71           | NC              | NC              |
| 37                                            | Antonina Dubinina        | Serbie      |        | 37              | 36.69           | NC              | NC              |
| 38                                            | Aimee Buchanan           | Israël      |        | 38              | 33.87           | NC              | NC              |
| 39                                            | Presiyana Dimitrova      | Bulgarie    |        | 39              | 24.76           | NC              | NC              |
| Forfait                                       | Charlotte Vandersarren   | Belgique    |        | NC              | NC              | NC              | NC              |

### Couples
| Rang | Nom                                      | Pays        | Points | Programme court | Programme court | Programme libre | Programme libre |
| ---- | ---------------------------------------- | ----------- | ------ | --------------- | --------------- | --------------- | --------------- |
| 1    | Evgenia Tarasova / Vladimir Morozov      | Russie      | 221.60 | 5               | 70.37           | 1               | 151.23          |
| 2    | Ksenia Stolbova / Fedor Klimov           | Russie      | 211.01 | 3               | 72.05           | 2               | 138.96          |
| 3    | Natalia Zabiiako / Aleksandr Enbert      | Russie      | 210.18 | 2               | 72.95           | 3               | 137.23          |
| 4    | Vanessa James / Morgan Ciprès            | France      | 210.17 | 1               | 75.52           | 4               | 134.65          |
| 5    | Valentina Marchei / Ondřej Hotárek       | Italie      | 204.20 | 4               | 71.89           | 5               | 132.31          |
| 6    | Nicole Della Monica / Matteo Guarise     | Italie      | 192.38 | 6               | 64.53           | 6               | 127.85          |
| 7    | Miriam Ziegler / Severin Kiefer          | Autriche    | 181.75 | 7               | 63.94           | 7               | 117.81          |
| 8    | Annika Hocke / Ruben Blommaert           | Allemagne   | 170.21 | 9               | 57.05           | 8               | 113.16          |
| 9    | Paige Conners / Evgeni Krasnopolski      | Israël      | 163.55 | 10              | 52.32           | 9               | 111.23          |
| 10   | Lola Esbrat / Andrei Novoselov           | France      | 160.47 | 8               | 57.48           | 10              | 102.99          |
| 11   | Laura Barquero / Aritz Maestu            | Espagne     | 152.08 | 11              | 51.46           | 11              | 100.62          |
| 12   | Lana Petranović / Antonio Souza-Kordeiru | Croatie     | 134.97 | 13              | 45.72           | 12              | 89.25           |
| 13   | Ioulia Chtchetinina / Mikhail Akulov     | Suisse      | 130.09 | 12              | 46.57           | 13              | 83.52           |
| 14   | Sofiya Karagodina / Semyon Stepanov      | Azerbaïdjan | 117.95 | 14              | 41.58           | 14              | 76.37           |

### Danse sur glace
| Rang                                            | Nom                                          | Nation      | Points | Danse courte | Danse courte | Danse libre | Danse libre |
| ----------------------------------------------- | -------------------------------------------- | ----------- | ------ | ------------ | ------------ | ----------- | ----------- |
| 1                                               | Gabriella Papadakis / Guillaume Cizeron      | France      | 203.16 | 1            | 81.29        | 1           | 121.87      |
| 2                                               | Ekaterina Bobrova / Dmitri Soloviev          | Russie      | 187.13 | 4            | 74.43        | 2           | 112.70      |
| 3                                               | Aleksandra Stepanova / Ivan Bukin            | Russie      | 184.86 | 2            | 75.38        | 3           | 109.48      |
| 4                                               | Anna Cappellini / Luca Lanotte               | Italie      | 180.65 | 3            | 74.76        | 5           | 105.89      |
| 5                                               | Charlène Guignard / Marco Fabbri             | Italie      | 177.75 | 5            | 71.58        | 4           | 106.17      |
| 6                                               | Tiffany Zahorski / Jonathan Guerreiro        | Russie      | 168.45 | 8            | 65.35        | 6           | 103.10      |
| 7                                               | Penny Coomes / Nicholas Buckland             | Royaume-Uni | 168.42 | 6            | 69.45        | 9           | 98.97       |
| 8                                               | Sara Hurtado / Kirill Khaliavin              | Espagne     | 165.03 | 7            | 66.60        | 10          | 98.43       |
| 9                                               | Laurence Fournier Beaudry / Nikolaj Sørensen | Danemark    | 164.90 | 9            | 65.03        | 7           | 99.87       |
| 10                                              | Natalia Kaliszek / Maksym Spodyriev          | Pologne     | 164.48 | 10           | 64.80        | 8           | 99.68       |
| 11                                              | Oleksandra Nazarova / Maxim Nikitin          | Ukraine     | 156.35 | 11           | 63.20        | 12          | 93.15       |
| 12                                              | Marie-Jade Lauriault / Romain Le Gac         | France      | 154.04 | 14           | 58.99        | 11          | 95.05       |
| 13                                              | Alisa Agafonova / Alper Uçar                 | Turquie     | 152.10 | 12           | 59.30        | 13          | 92.80       |
| 14                                              | Anna Yanovskaya / Ádám Lukács                | Hongrie     | 148.69 | 13           | 59.13        | 14          | 89.56       |
| 15                                              | Cecilia Törn / Jussiville Partanen           | Finlande    | 145.60 | 16           | 57.73        | 15          | 87.87       |
| 16                                              | Angélique Abachkina / Louis Thauron          | France      | 139.74 | 15           | 58.14        | 17          | 81.60       |
| 17                                              | Lucie Myslivečková / Lukáš Csölley           | Slovaquie   | 136.51 | 17           | 54.71        | 16          | 81.80       |
| 18                                              | Jasmine Tessari / Francesco Fioretti         | Italie      | 133.00 | 18           | 54.25        | 19          | 78.75       |
| 19                                              | Tina Garabedian / Simon Proulx-Sénécal       | Arménie     | 131.30 | 20           | 51.77        | 18          | 79.53       |
| 20                                              | Viktoria Kavaliova / Yurii Bieliaiev         | Biélorussie | 128.38 | 19           | 53.64        | 20          | 74.74       |
| Couples de danse éliminés après la danse courte |                                              |             |        |              |              |             |             |
| 21                                              | Justyna Plutowska / Jérémie Flemin           | Pologne     |        | 21           | 49.91        | NC          | NC          |
| 22                                              | Daria Popova / Volodymyr Byelikov            | Ukraine     |        | 22           | 46.68        | NC          | NC          |
| 23                                              | Victoria Manni / Carlo Röthlisberger         | Suisse      |        | 23           | 46.30        | NC          | NC          |
| 24                                              | Guostė Damulevičiūtė / Deividas Kizala       | Lituanie    |        | 24           | 45.12        | NC          | NC          |
| 25                                              | Cortney Mansour / Michal Češka               | Tchéquie    |        | 25           | 43.37        | NC          | NC          |
| 26                                              | Teodora Markova / Simon Daze                 | Bulgarie    |        | 26           | 41.99        | NC          | NC          |
| 27                                              | Katerina Bunina / German Frolov              | Estonie     |        | 27           | 41.53        | NC          | NC          |
| 28                                              | Adel Tankova / Ronald Zilberberg             | Israël      |        | 28           | 40.20        | NC          | NC          |
| 29                                              | Aurelija Ipolito / Malcolm Jones             | Lettonie    |        | 29           | 37.47        | NC          | NC          |
| 30                                              | Malin Malmberg / Thomas Nordahl              | Suède       |        | 30           | 34.95        | NC          | NC          |
| Forfait                                         | Kavita Lorenz / Joti Polizoakis              | Allemagne   |        | NC           | NC           | NC          | NC          |